# Ruy López de Villalobos
Ruy López de Villalobos (Málaga, España, 1500 - Isla de Ambon, 4 de abril de 1546) fue un hidalgo y marino español que exploró las islas Filipinas y trató, sin éxito, de colonizarlas y establecer una ruta comercial viable con los territorios españoles en América. Es conocido porque fue su expedición la que dio nombre a esas islas como «Filipinas» en honor de Felipe II de España, entonces príncipe, de quien toman su denominación actual.

## Precedentes de la expedición
Los descubrimientos e intereses político-económicos de los imperios portugués y español los habían llevado a trazar un reparto de esferas de influencia de cara a las exploraciones, conquistas y explotación económica de los territorios que iban viendo la luz en los mapas europeos. En 1494, España y Portugal firmaron un acuerdo conocido como Tratado de Tordesillas, que trazó un meridiano 370 leguas al oeste de las islas de Cabo Verde para dividir el mundo en dos partes: una española al oeste y la otra portuguesa al este. Los españoles entendían e interpretaban que las dos áreas de influencia eran exactamente iguales en cuanto a la cantidad de meridianos que cubrían, es decir que ambas áreas se extendían de polo a polo cubriendo cada una 180 grados de este a oeste (lo cual es lo mismo que decir que la línea de Tordesillas continuaba, luego de atravesar los polos, por el hemisferio opuesto). Los portugueses nunca admitieron dicha interpretación española.
Décadas más tarde, cuando la expedición de Magallanes y Elcano, al completar su circunnavegación en 1522, demostró que el Índico estaba abierto a la navegación por ambos lados, quedó patente que los intereses de España y los de Portugal iban a entrar en conflicto, ya que ambas potencias, cada una navegando por su propia área de influencia, eran capaces de acceder a Asia Oriental. Es importante señalar que, en aquellos tiempos, era técnicamente imposible saber con certeza si ciertas tierras (muy notablemente las Islas Molucas, también conocidas como Islas de las Especias) quedaban en el área española o en la portuguesa, y esa incertidumbre era fuente de interminables discusiones, y a ello se sumaba el hecho de que los portugueses seguían sin aceptar la interpretación española de que el meridiano antípoda al de Tordesillas fuese un delimitador válido con el cual la Tierra pudiera ser repartida en dos hemisferios iguales. Fue así como los monarcas de ambos Estados se vieron obligados a completar el reparto: este nuevo tratado, que modificaba (según la interpretación española) o completaba (según la opinión portuguesa) al de Tordesillas, fue el Tratado de Zaragoza (1529), que fijó los límites de los dominios peninsulares en Asia.
El tratado de Zaragoza estableció un nuevo meridiano de demarcación, ubicado 1763 kilómetros al este de las Islas Molucas. Al firmar este tratado, España no sólo renunció a las Islas Molucas, sino que también abandonó su pretensión de que el globo terráqueo fuese dividido en dos partes de tamaños iguales: de hecho, aún en aquella época quedaba claro que la zona de influencia portuguesa, a partir del Tratado de Zaragoza, cubría un área mayor que la parte española. Sin embargo, en las décadas posteriores el tratado no fue cumplido en su totalidad, ya que España colonizó islas que quedaban claramente del lado portugués, como las Filipinas y partes de Formosa (actual Taiwán), mientras que Portugal, por su parte, extendió el área de Brasil hacia el oeste del meridiano acordado en Tordesillas en 1494.

### Motivaciones económicas e implicaciones políticas de la expedición
La exploración de Magallanes había dado lugar al hallazgo de nuevas tierras que Carlos V ambicionaba: las islas Filipinas. Este conjunto de islas no era aún conocido con este nombre, sino que Magallanes las había bautizado como islas de Poniente o archipiélago de San Lázaro.
La posesión de una base territorial en esta zona era un suculento bocado comercial, ya que permitía acceder al comercio con China y Japón. Además, estaba el acceso a las especias (clavo, canela, pimienta...), tremendamente cotizadas en la Europa del siglo XVI. Hemos de tener en cuenta que este comercio había sido hasta ese momento monopolio de los portugueses, que se habían enriquecido gracias a él.
El problema para Carlos V era que, en el Tratado de Zaragoza, España había reconocido la esfera de influencia portuguesa y su posesión de las islas Molucas, grandes productoras de especias. Las Filipinas se encontraban en una situación límite en lo que al tratado respecta, por lo que se dieron severas instrucciones a López de Villalobos para que se limitara a tratar de explorar y colonizar Filipinas evitando los territorios portugueses.

## Expedición a Filipinas (1542-43)
En 1541 López de Villalobos recibió el encargo de su pariente Antonio de Mendoza y Pacheco, primer virrey de la Nueva España, de encabezar una expedición hacia las Islas del Poniente (Indias Orientales) en busca de nuevas rutas comerciales. Partió la expedición del puerto mexicano de Barra de Navidad el 1 de noviembre de 1542, una flota con 370 a 400 tripulantes a bordo de cuatro navíos mayores, un bergantín y una goleta: Santiago, Jorge, San Antonio, San Cristóbal (pilotada por Ginés de Mafra), San Martín y San Juan de Letrán (al mando de Bernardo de la Torre).
El 25 de diciembre la flota se dirigió hacia las actuales islas de Revillagigedo, frente a la costa oeste de México, una de cuyas islas había sido descubierta en 1533 por Fernando de Grijalva. Al día siguiente redescubrieron un grupo de islas situadas a 19°O 20°N al que llamaron Corrales, y anclaron en una de estas islas, a la que le pusieron por nombre La Anublada (hoy San Benedicto), y a los peñascos les dieron el nombre de Los Inocentes.
El 6 de enero de 1543 avistaron varias pequeñas islas en la misma latitud y las llamaron Islas Los Jardines (eran las islas de Eniwetok y Ulithi, ya avistadas en 1527 por el galeón Reyes, el barco al mando de Álvaro de Saavedra que Cortés había mandado para cruzar el Pacífico). También descubrieron la isla de Palaos, que perteneció a España hasta 1899, cuando fue vendida a Alemania junto con el resto de las islas Carolinas.
Entre el 6 y el 23 de enero de 1543 el galeón San Cristóbal, pilotado por Ginés de Mafra, que había sido miembro de la tripulación de la expedición de Magallanes-Elcano en 1519 a 1522, fue separado de la flota durante una fuerte tormenta. Este barco llegó finalmente a la isla de Mazaua, un lugar en donde había anclado Magallanes en 1521. Ésta fue la segunda visita de Mafra a las Filipinas, que se identifica hoy como Limasawa en la sureña isla de Leyte. (La historia de Limasawa apareció en la obra Historia de las Islas de Mindanao, Iolo, y sus adyacentes..., publicada póstumamente en Madrid en 1667 y que había sido escrita por un sacerdote jesuita español, Fray Francisco Combes (1620-65), que estableció varios monasterios en las Filipinas. Sus documentos sobre Limasawa han sido traducidos al inglés por los historiadores).
El 29 de febrero entraron en bahía Baganga, a la que llamaron Málaga, en la costa oriental de la isla de Mindanao. López de Villalobos la llamó Cesárea Karoli en honor del emperador del Sacro Imperio Romano, Carlos V de España. La flota permaneció allí durante 32 días, la tripulación entera sufría hambre extrema. Ordenó a sus hombres sembrar maíz, pero fracasó. El 31 de marzo de 1543 la flota partió, intentando regresar a Mazaua, en busca de alimentos. Después de varios días de lucha, llegaron a Sarangani.
El galeón San Cristóbal, que había llegado a Limasawa dos meses antes, apareció inesperadamente con una carga de arroz y otros alimentos para el comandante. El 4 de agosto, el San Juan y el San Cristóbal fueron enviados de vuelta a las islas de Leyte y Samar para obtener más alimentos. Un contingente portugués llegó el 7 de agosto y les entregó una carta de Jorge de Castro, gobernador de la Molucas, exigiendo una explicación para la presencia de la flota en territorio portugués. López de Villalobos respondió, en una carta fechada el 9 de agosto, que no estaban invadiendo, y se encontraban dentro de la línea de demarcación de la Corona de Castilla. Después, el San Juan, con Bernardo de la Torre como capitán, fue enviado de regreso a Nueva España (México), partiendo el 27 de agosto para encontrar la ruta del llamado "tornaviaje". La nave descubrió varias islas, pero al no encontrar vientos favorables, se vio obligada a regresar a las Filipinas (la ansiada ruta del tornaviaje sería descubierta veintidós años más tarde, por Andrés de Urdaneta).
En la primera semana de septiembre llegó otra carta de Castro con la misma protesta, y López de Villalobos escribió una nueva respuesta el 12 de septiembre con el mismo mensaje que la primera. Partió para Abuyog, en Leyte, con las naves restantes, el San Juan y el San Cristóbal. La flota no pudo avanzar debido a los vientos desfavorables. En abril de 1544 se embarcó para la isla de Amboina. Villalobos y su tripulación se dirigieron luego a las islas de Samar y Leyte, a las que llamaron Islas Filipinas en honor del príncipe heredero de España, el futuro rey Felipe II. Expulsados por los nativos hostiles, el hambre y un naufragio, López de Villalobos se vio obligado a abandonar sus asentamientos en las islas y la expedición. Buscaron refugio en las Molucas, y después de algunas escaramuzas con los portugueses, fueron encarcelados.
López Villalobos murió el 4 de abril de 1546 en su celda de la prisión en la isla de Amboina, de una fiebre tropical, o como dijeron los portugueses «de un corazón roto». En su lecho de muerte fue atendido por el jesuita Francisco de Jaso (San Francisco Javier) que se encontraba entonces en viaje de evangelización en las Molucas bajo la protección del rey de Portugal, y como Nuncio del Papa en Asia.
Unos ciento diecisiete miembros de la tripulación sobrevivieron, entre ellos Ginés de Mafra y Guido de Lavezaris. Mafra redactó un manuscrito sobre la expedición de Magallanes, de la cual él había participado. Se embarcaron para Malaca, donde los portugueses les pusieron en un barco con destino a Lisboa. Unos treinta optaron por permanecer en Malaca, incluyendo a Mafra. El manuscrito de éste sobre la expedición de Magallanes fue llevado a España por un amigo a bordo de una nave portuguesa, pero permaneció desconocido durante varios siglos, hasta que fue descubierto en el siglo XX y publicado en 1920.